# Ieriķi (stacja kolejowa)
Ieriķi – stacja kolejowa w miejscowości Ieriķi, w gminie Kieś, na Łotwie. Położona jest na linii Ryga - Valga.

## Historia
Stacja powstała w 1889 wraz z uruchomieniem Kolei Pskowsko-Ryskiej. Początkowo nosiła nazwę Ramocku (ros. Рамоцкая, Ramockaja). W 1919 zmieniono jej nazwę na obecną.
W 1916 Armia Rosyjska wybudowała linię wąskotorową (750 mm) z Ieriķi do Gulbene. W 1921, już w niepodległej Łotwie, została ona przekuta do rozstawu szerokotorowego, czyniąc z Ieriķi węzeł kolejowy (linia odłączała się od szlaku Ryga - Valga ok. 4 km na wschód od stacji). Linię Ieriķi - Gulbene - Pytałowo, a wraz z nią węzeł, zlikwidowano po 1991

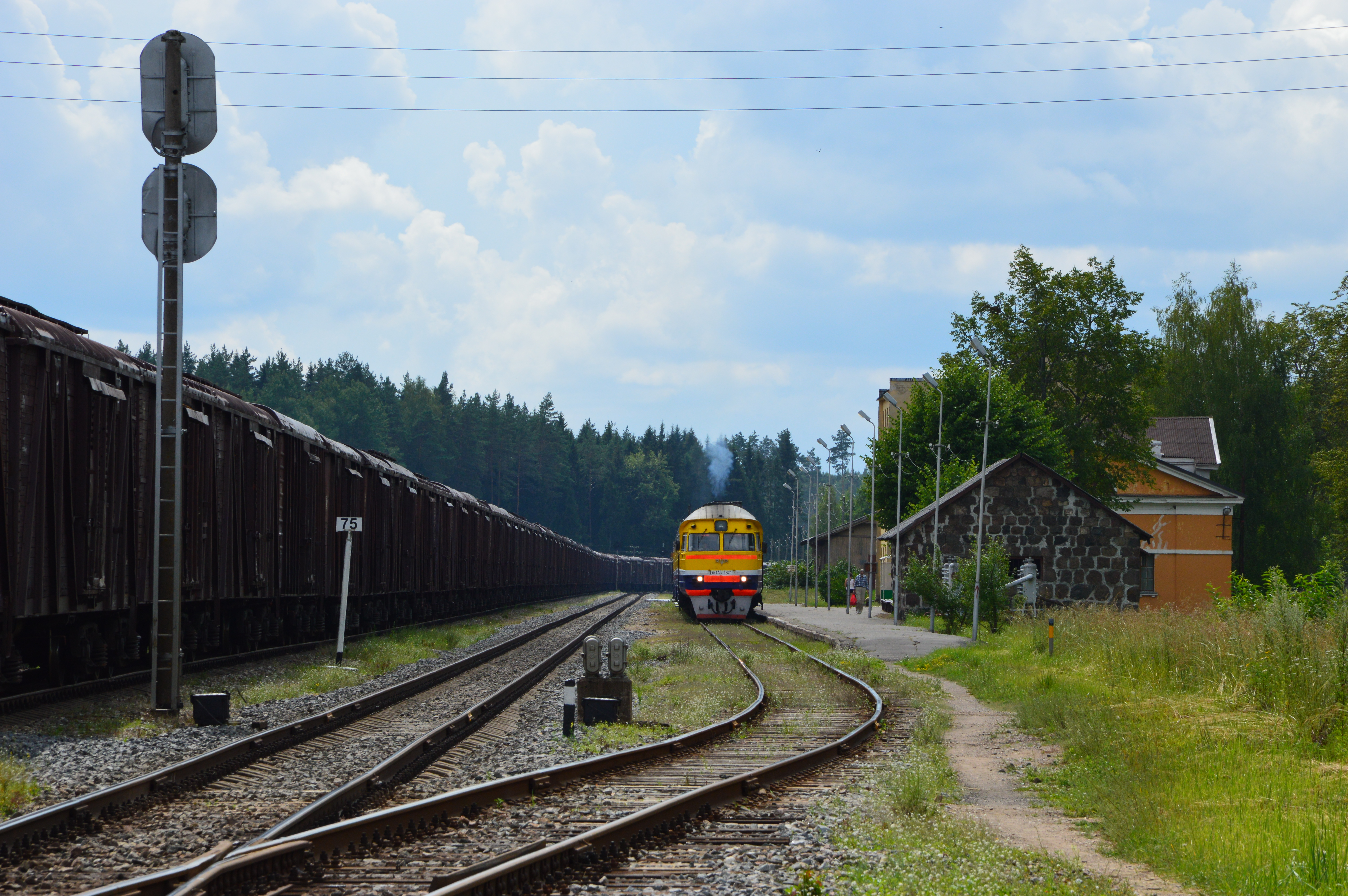
Widok na perony